# Ngun
Ngun est un village du Cameroun situé dans l’arrondissement (commune) de Zhoa, dans le département de Menchum et dans la Région du Nord-Ouest.

## Localisation
Ngun est situé à environ 72 km de Bamenda, le chef lieu de la région du Nord-Ouest et à 335 km de Yaoundé, la capitale du Cameroun. 

## Population
Lors du recensement de 2005, on a dénombré 150 habitants, dont 72 hommes et 78 femmes.

## Éducation
Il y a une école communautaire (Ngun Community Sch) construite en 1992.